# Fiat Multipla
El Fiat Multipla (Proyecto 186) es un vehículo del segmento C producido por el fabricante italiano Fiat desde 1998 hasta 2010. Basado en el Bravo/Brava, el Multipla era más corto y ancho que sus rivales. Contaba con dos filas de tres asientos, mientras que sus competidores monovolúmenes compactos tenían dos en los asientos delanteros. El Multipla es más corto que el Bravo/Brava de tres puertas en el que se basó, pero ofrecía mayor espacio de asientos y carga. Las ventas comenzaron en Italia en noviembre de 1998.
Al igual que otros Fiat modernos, el Multipla reutilizó el nombre de un vehículo anterior, en este caso la variante "Multipla" del Fiat 600, producida durante las décadas de 1950 y 1960.
El Multipla se ensambló y comercializó en China entre 2008 y 2013 bajo licencia de Zotye Auto, con el nombre de Zotye M300 Langyue, utilizando kits de desmontaje procedentes de Italia. Zotye también vendió un total de 220 versiones totalmente eléctricas del M300.

## Diseño

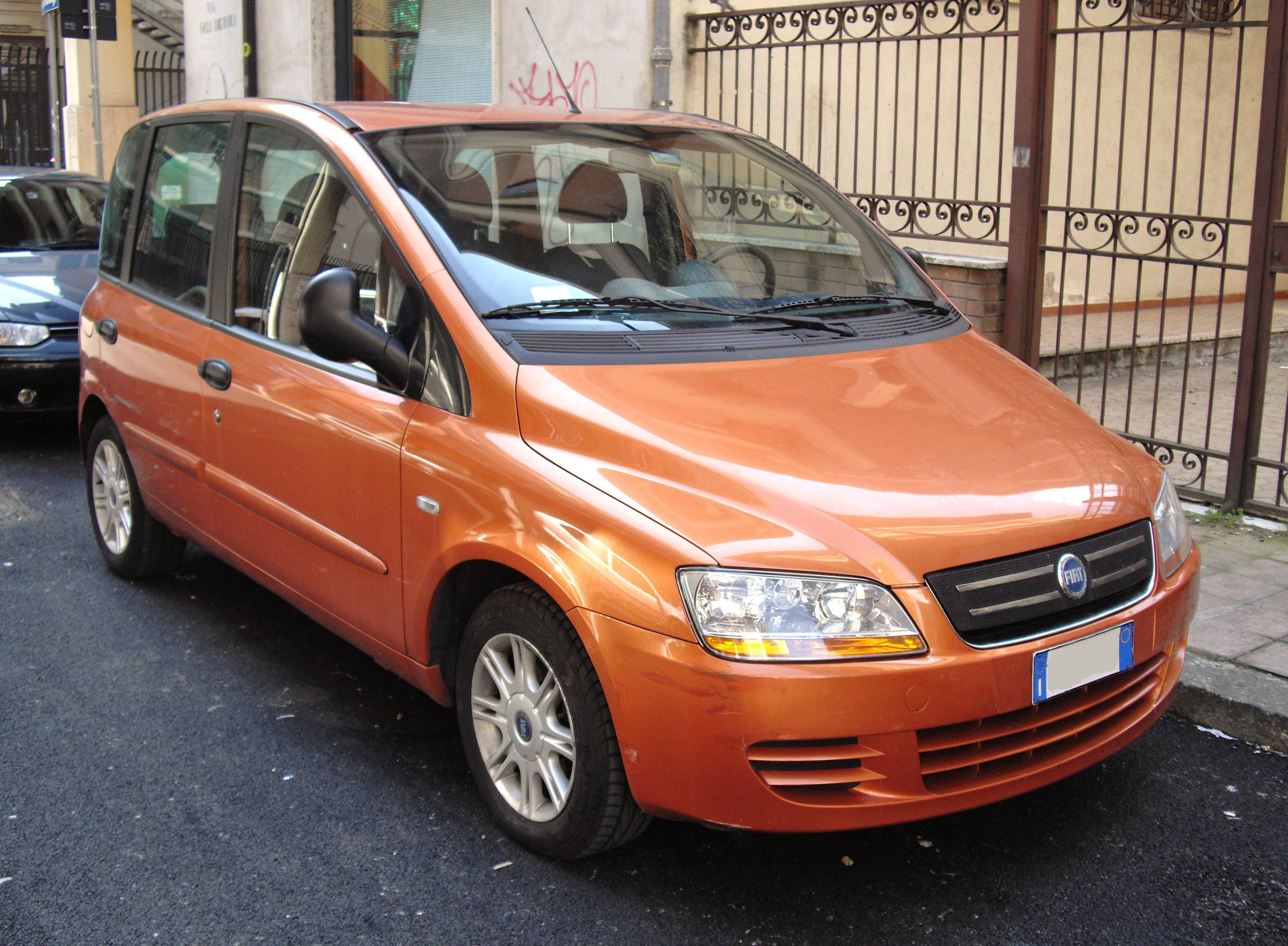
Fiat Multipla de 2008

El primer concept car Multipla se presentó en el Salón del Automóvil de París en octubre de 1996. El último coche de producción se presentó en el Salón Internacional del Automóvil de Alemania en Frankfurt en otoño de 1997.
El diseño peculiar del Fiat Multipla, con sus proporciones inusuales y un escalón entre el capó y el parabrisas, lo llevó a ser expuesto en el Museo de Arte Moderno de Nueva York (MoMA), aparecer en la película futurista Children of Men y recibir el galardón "Automóvil más feo de 1999" por el programa de televisión inglés Top Gear.  En el año 2004 el frontal fue reestilizado, perdiendo el escalón frente al vidrio, mientras que la calandra y las luces fueron modificadas para asemejarlos con los modelos contemporáneos de Fiat. El Multipla usa la plataforma C1 Sandwich, basada en el Fiat Bravo/Brava. Con respecto a otros monovolúmenes de su categoría, el Multipla es mucho más ancho y corto. A diferencia de ellos posee, al igual que el Fiat 600 Multipla de 1956, seis plazas, que están dispuestas en dos filas de tres asientos. Este formato fue posteriormente imitado en el Honda FR-V.
El Multipla se sometió a una importante renovación en marzo de 2004, en un intento de cambiar su estilo original por uno más sobrio. Esto se hizo con la intención de atraer a más compradores, pero no logró elogiar a la crítica. Tras la posterior renovación, The Daily Telegraph informó que los diseñadores estaban «desesperadamente tristes porque el nuevo Multipla ya no parecía un pato psicótico de dibujos animados» y que «aunque a los pasajeros les encantaba la adaptabilidad del ingenioso interior, no les gustaban tanto las burlas sarcásticas y las risas burlonas de sus vecinos, amigos y compañeros de clase; los niños pueden ser crueles».
El Telegraph lo colocó en el segundo puesto de su lista de los 100 coches más feos en agosto de 2008, afirmando: «Ridiculizado por la insulsez de su producción durante los años 80 y principios de los 90, Fiat se atrevió a pensar de forma innovadora. En este caso, sin embargo, simplemente le añadió ruedas». El Multipla también fue nombrado el coche más feo de todos los tiempos por los lectores de Car Throttle en enero de 2014.  En febrero de 2018, el Sunday Times lo incluyó en una lista de los coches más feos, afirmando: «La tragedia del Multipla es que su exterior, al estilo del Hombre Elefante, encerraba un interior realmente ingenioso y espacioso, y además no era malo conducirlo. Es una pena, entonces, que prefieras caminar a ser visto en él».

## Mecánica
La gama Multipla consta de dos versiones, una con motor de gasolina con 103 CV y otra con motor Diesel, ambas con un solo nivel de equipamiento llamado «Dynamic».
Con el motor Diesel de 116 CV, las prestaciones son mejores de lo que cabe esperar por su volumen y peso. Aun así, en aceleración está más cerca de un Ford Focus C-Max de 109 CV (lo supera por poco) que de un Renault Scénic de 120 CV. El Multipla es más rápido que monovolúmenes como el Toyota Corolla Verso 2.0 D4D. Puede que no dé impresión de ser tan rápido como es si se acelera en marchas largas.

## Tabla resumen de mecánicas
| Mecánica     | Inicio | Fin  | Familia | Tecnología     | Combustible    | Cil. | Cubicaje (cc.) | Vál. | Potencia (CV/ rpm) | Par (Nm/ rpm) | Vel. máx. (km/h) | Aceleración 0-100 km/h (s) | Consumo (l/100km) | Emisión CO2 (g/km) | Transmisión      | Rel. |
| ------------ | ------ | ---- | ------- | -------------- | -------------- | ---- | -------------- | ---- | ------------------ | ------------- | ---------------- | -------------------------- | ----------------- | ------------------ | ---------------- | ---- |
| 1.6          | Debut  |      |         |                | Gasolina       | 4L   | 1596           | 16   | 103/ 5750          | 145/ 5000     | 170              | 12,6                       | 9,0               | 205                | Delantera Manual | 5    |
| 1.9 JTD      | Debut  | 1999 | JTD     | UniJet Turbo   | Gasóleo        | 4L   | 1910           | 8    | 105/ 4000          | 200/ 1500     | 170              | 12,4                       | 6,4               |                    | Delantera Manual | 5    |
| 1.9 JTD      | 1999   | 2001 | JTD     | UniJet Turbo   | Gasóleo        | 4L   | 1910           | 8    | 110/ 4000          | 275/ 2000     | 173              | 12,2                       | 6,4               |                    | Delantera Manual | 5    |
| 1.9 JTD      | 2001   | 2006 | JTD     | UniJet Turbo   | Gasóleo        | 4L   | 1910           | 8    | 115/ 4000          | 203/ 1500     | 176              | 12,2                       | 6,4               | 130                | Delantera Manual | 5    |
| 1.9 JTDm     | 2006   |      | JTD     | MultiJet Turbo | Gasóleo        | 4L   | 1910           | 8    | 120/ 4000          | 206/ 1450     | 178              | 12,1                       | 6,5               | 173 EURO 4         | Delantera Manual | 5    |
| 1.6 BiPower  | Debut  |      |         | BiPower        | GNL o gasolina | 4L   | 1596           | 16   | 103/ 5750          | 145/ 5000     | 168              | 13,5                       | 8,8               | 167                | Delantera Manual | 5    |
| 1.6 BluPower | Debut  | 2001 |         | BluPower       | GNL            | 4L   | 1581           | 16   | 95/ 5750           | 133/ 4000     | 160              | 15,5                       | 8,5               | 162                | Delantera Manual | 5    |
| 1.6 GPower   | 2001   |      |         | GPower         | GLP o gasolina | 4L   | 1596           | 16   | 103/ 5750          | 145/ 5000     | 170              | 12,6                       | 8,9               | 179 EURO 3         | Delantera Manual | 5    |

## Niveles de equipamiento

### Desde enero de 1999 hasta junio de 2003[12]

#### SX
Equipamiento principal:
- elevalunas eléctricas delanteras
- bolsas de aire del conductor
- Volante y asiento del conductor regulables en altura.

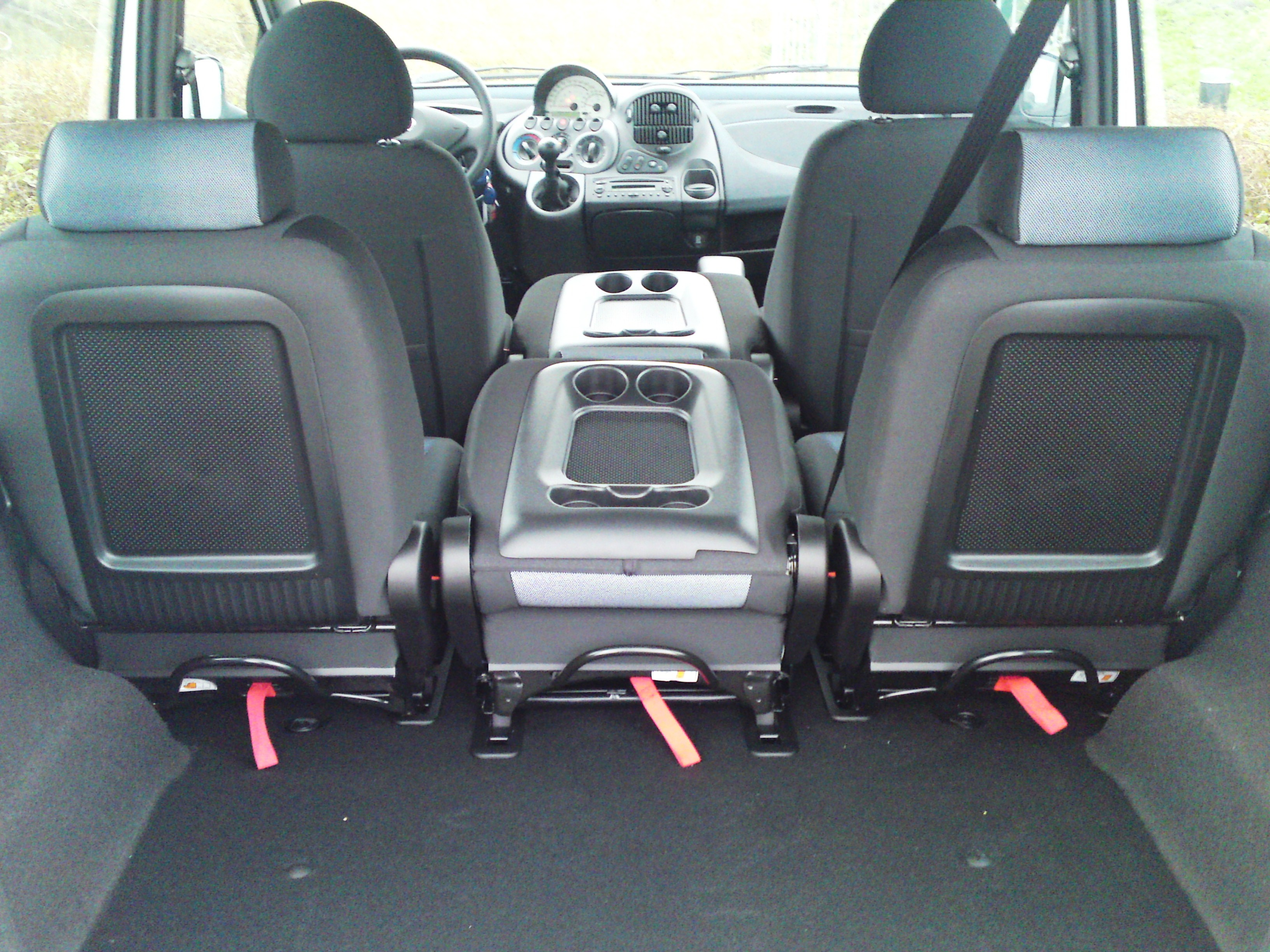
Disposición de 6 asientos - Fiat Multipla Fase 1.

- Control centralizado
- Radio
- Gestión asistida

- Freno ABS

#### ELX
Además del acabado SX:
- Control remoto de puerta
- Aire acondicionado
- Faros antiniebla
- Radar de marcha atrás
- Ruedas de aluminio
- Ventanas tintadas
- Reproductor de CD (desde mayo de 2002)

#### Serie especial
- Estivale (marzo de 2000: SX + aire acondicionado)
- Steel (enero de 2001: SX con reproductor de CD, asiento trasero central deslizante y aire acondicionado)

### A partir de junio de 2003

#### Active (hasta junio de 2005)
Equipamiento principal:
- Frenado ABS
- 4 bolsas de aire
- Casetes de radio
- Elevalunas eléctricos delanteros
- Cierre centralizado

#### Class
Equipamiento principal:
- Elevalunas eléctricos delanteros (secuenciales en el lado del conductor)
- Airbags para conductor y pasajero
- Airbags laterales delanteros
- Inmovilizador activado con llave
- Ordenador de a bordo
- Aire acondicionado manual
- Volante regulable en altura
- Cierre centralizado con mando a distancia
- Espejos retrovisores calefactables y regulables eléctricamente. Plegable eléctricamente.
- Sistema de radio Fiat (6 altavoces - RDS - radio/reproductor de CD)
- Dirección asistida con asistencia eléctrica
- ABS con distribución electrónica EBD

#### Emotion
Equipamiento principal además del acabado Class:
- Elevalunas eléctricos traseros
- Radar de marcha atrás
- Aire acondicionado automático
- Volante de cuero con controles de radio.
- Faros antiniebla
- Llantas de aleación de 15 pulgadas
- Palanca de cambios forrada en cuero

### Reino Unido
- Multipla SX: modelo básico disponible con motores de gasolina o diésel.
- Multipla ELX: incluye aire acondicionado, techos corredizos eléctricos dobles, llantas de aleación y elevalunas traseros eléctricos, así como asientos especiales lavables y de colores brillantes.

En junio de 2004, cuando el Multipla recibió su renovación, estos niveles de equipamiento se sustituyeron por Dynamic, Dynamic Family y Dynamic Plus. 

## Práctica
La nueva generación del Multipla fue elogiada por la prensa en su lanzamiento por su flexibilidad. Su configuración de tres asientos permite ajustar los asientos delanteros y desmontar y reubicar los traseros en múltiples formatos. Además, ofrece un amplio espacio para equipaje de 430 litros (15,2 pies³), que puede aumentar hasta 1900 litros (67,1 pies³) de espacio de carga plano al desmontar los tres asientos traseros.

## Zotye M300
Entre diciembre de 2008 y septiembre de 2010, Zotye Auto ensambló el Multipla 2 a partir de kits KD en su fábrica de Changshan y lo comercializó en China como Zotye Multiplan. En octubre de 2010, Zotye comenzó a fabricar una versión del Multipla 2, empleando más piezas de fabricación local para reducir costos; la nueva versión se llama "Langyue" en China.  Hay 2 tipos: M300 (con motor) y M300 EV (ver a continuación), que es eléctrico.

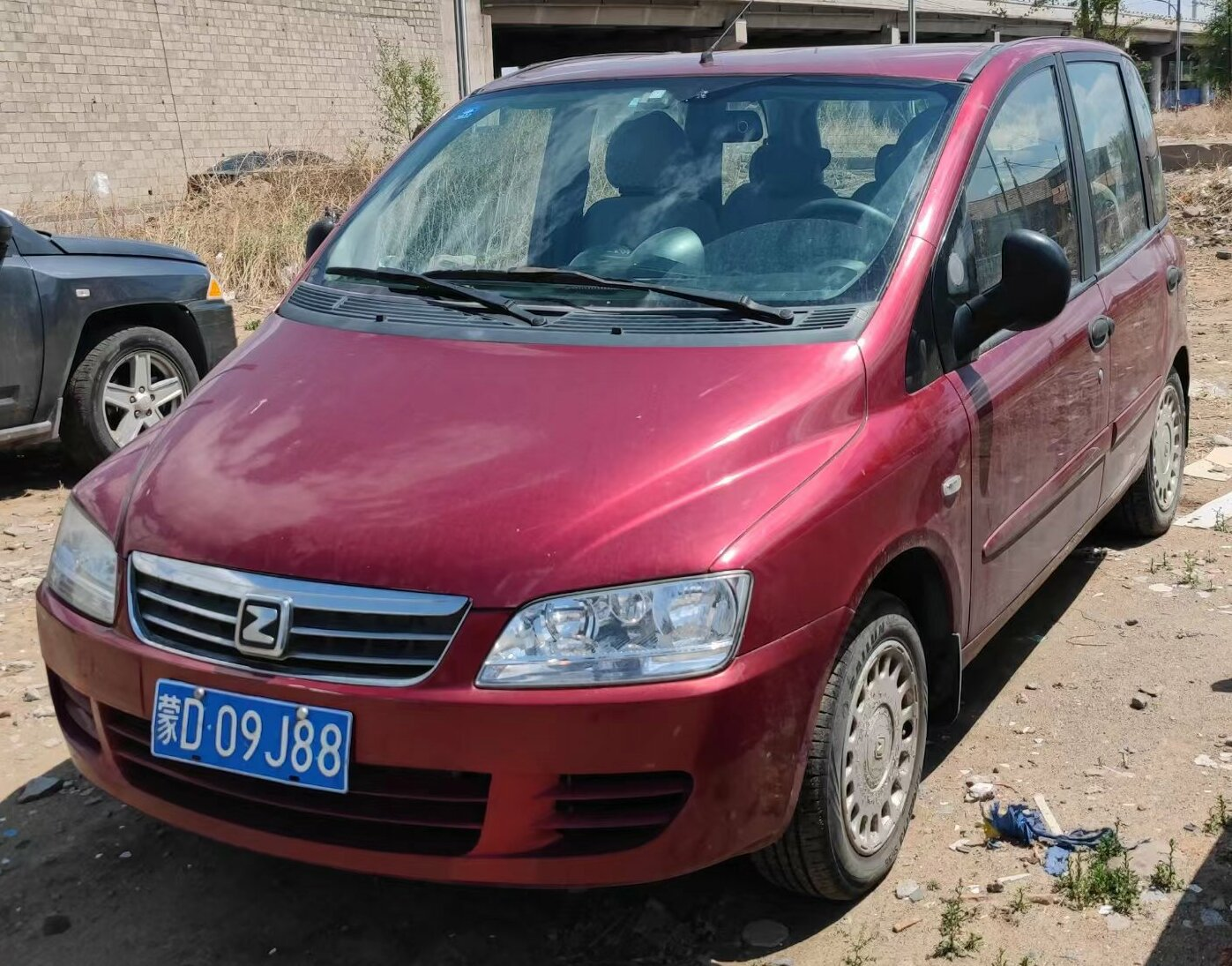
Zotye M300 (vista delantera)
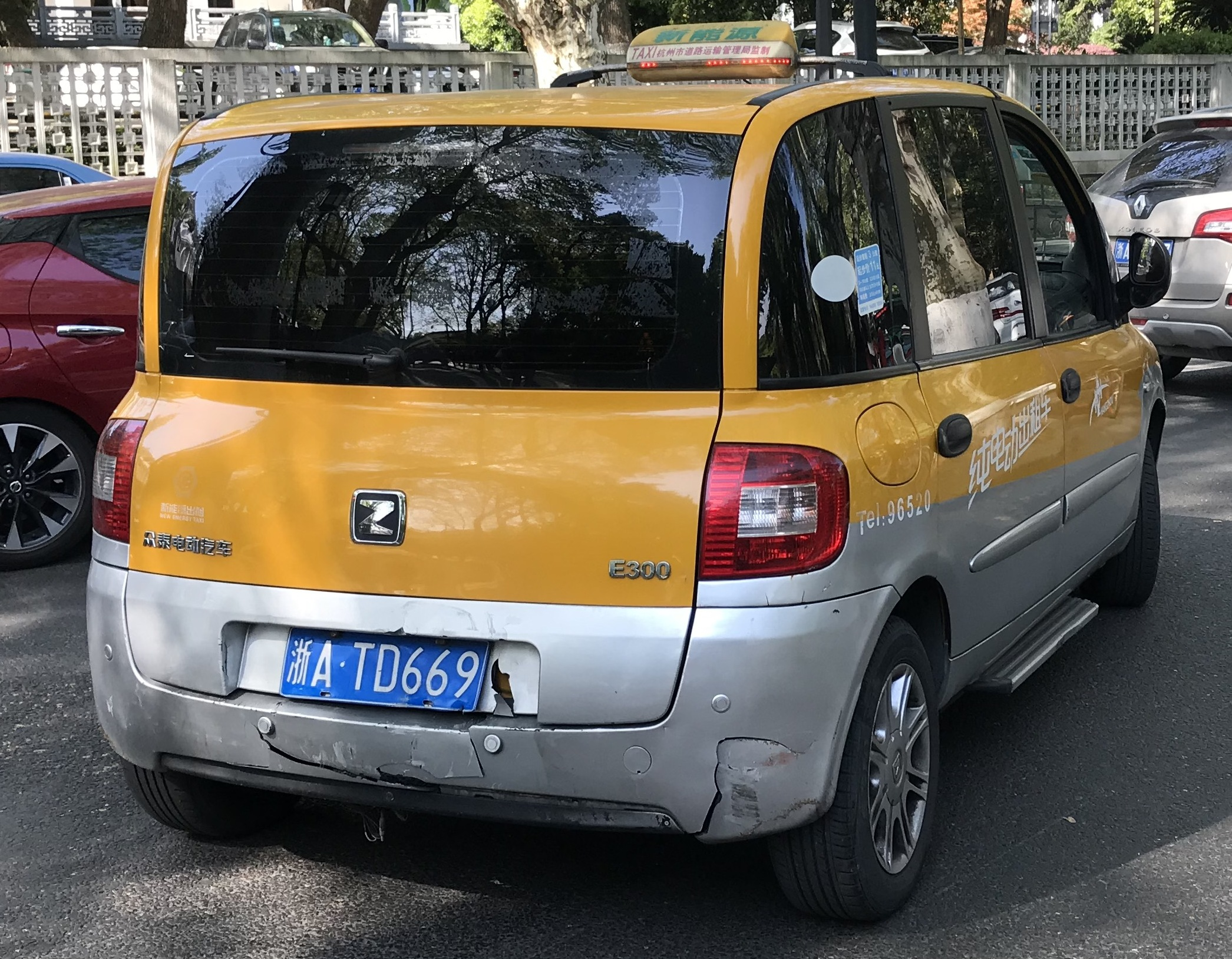
Zotye M300 EV (E300) taxi (vista trasera)
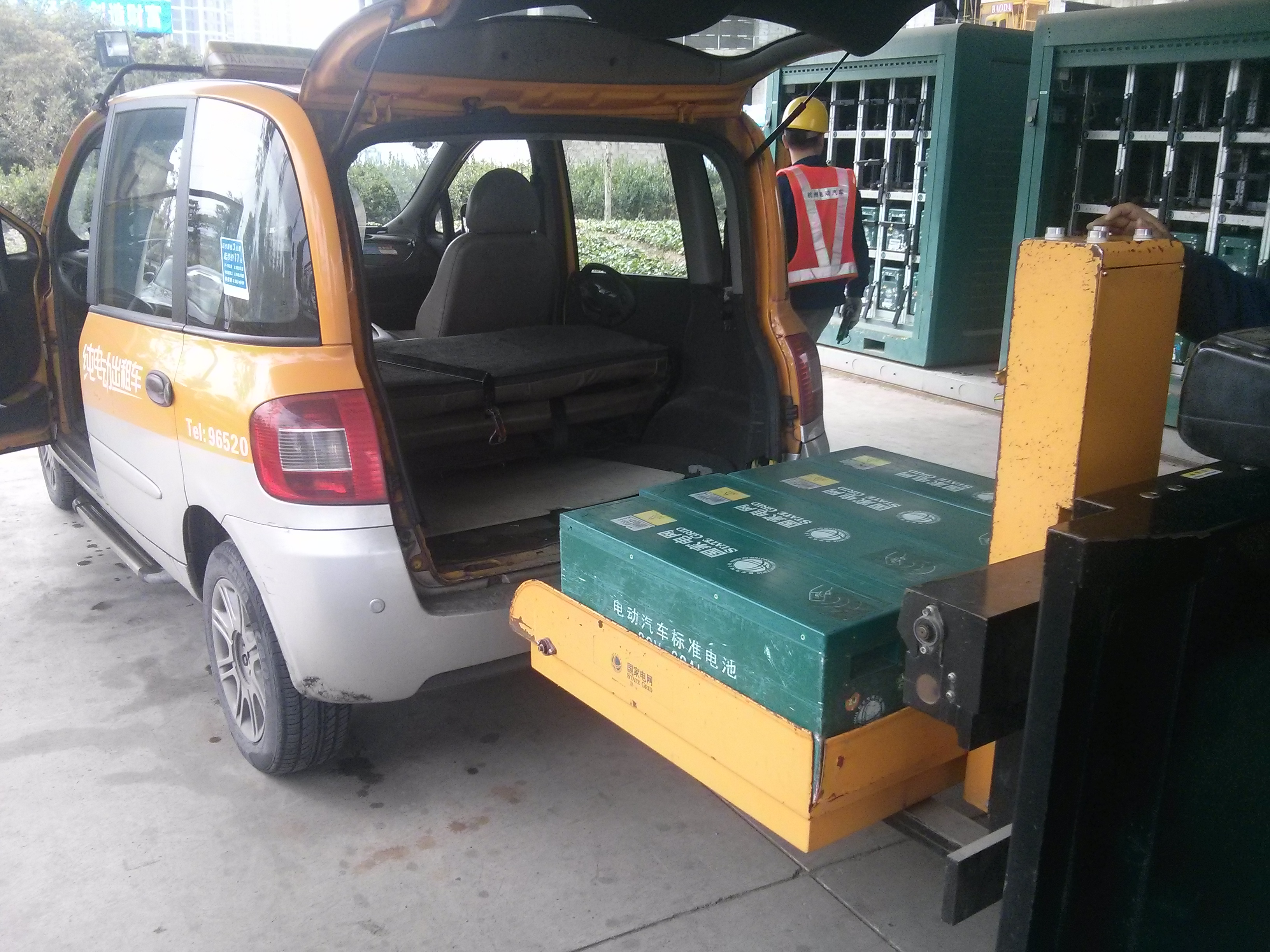
Zotye M300 EV (E300) cambiando su batería

## Ediciones especiales y prototipos
- Cinecittà I (junio de 2005: reproductor de DVD, barras de techo, red para el maletero, sistema Bluetooth)
- Cinecittà II (septiembre de 2005: reproductor de DVD, radar de marcha atrás)
- Design Collezione (abril de 2006)
- Hobby (2007)
- Fiat Multipla dynamic
- Fiat Multipla Spider Concept

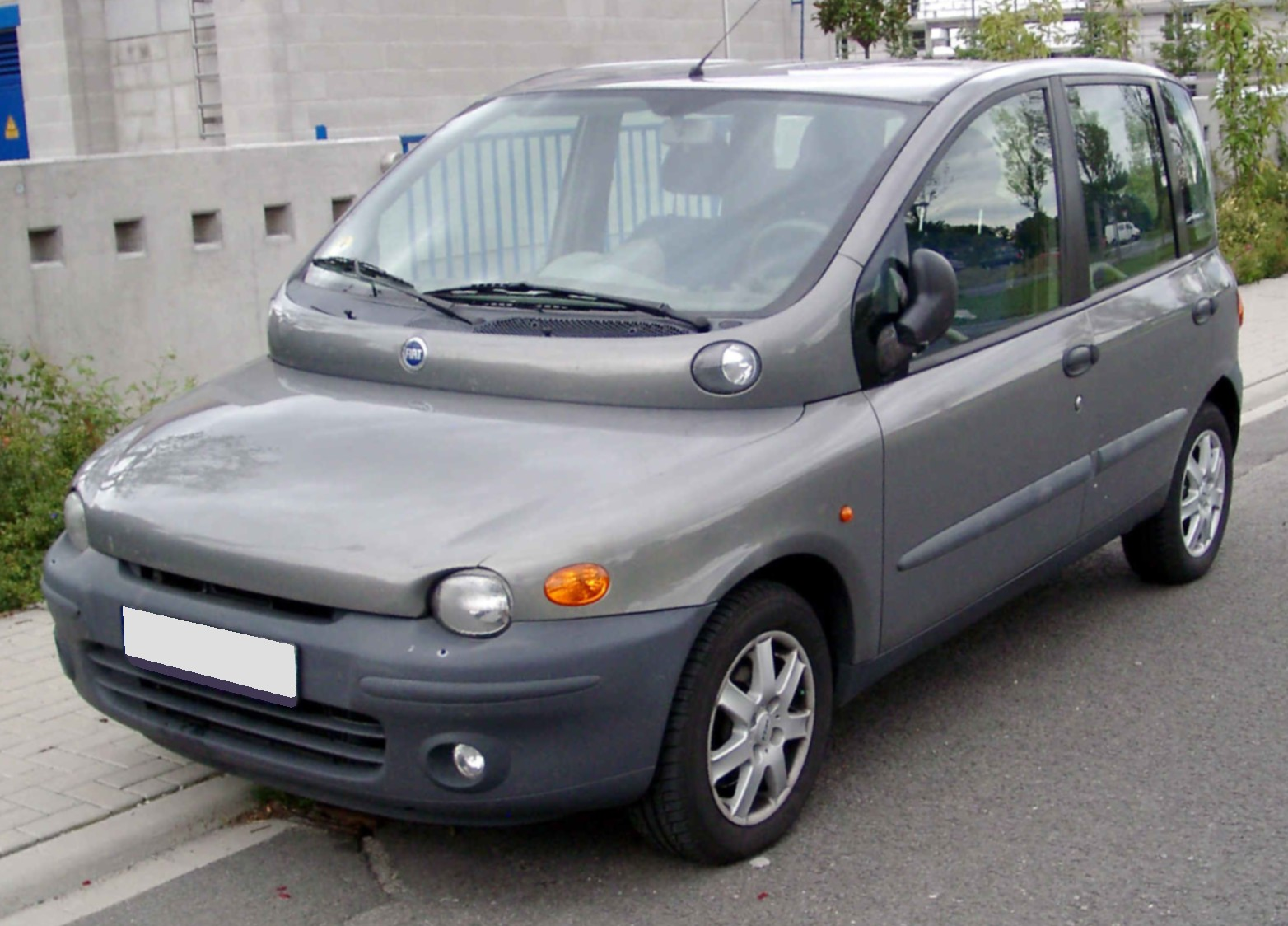
Fiat Multipla I 1998-2004
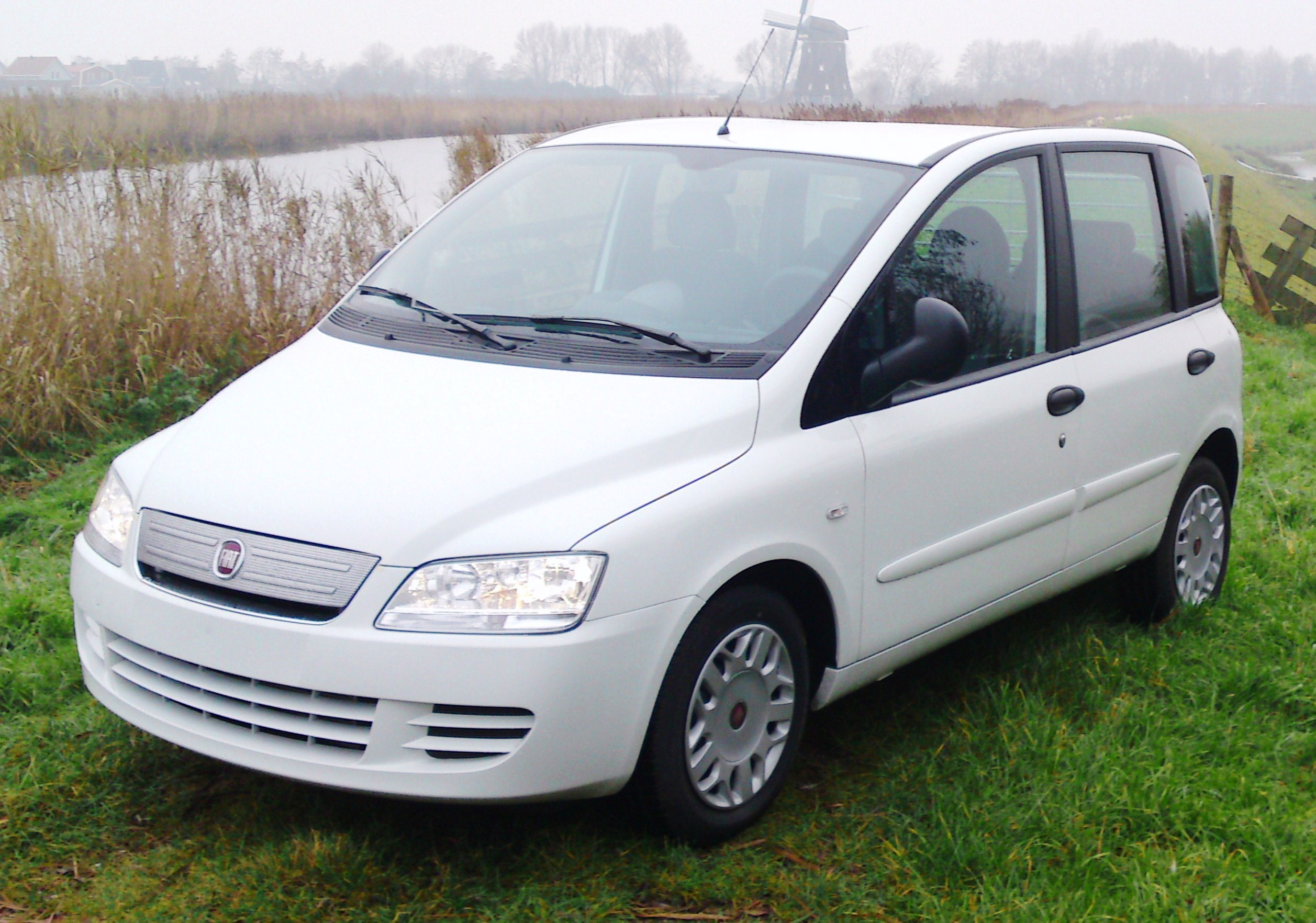
Fiat Multipla II 2004-2010 (una de las últimas unidades producidas ya con el logotipo de Fiat en rojo)
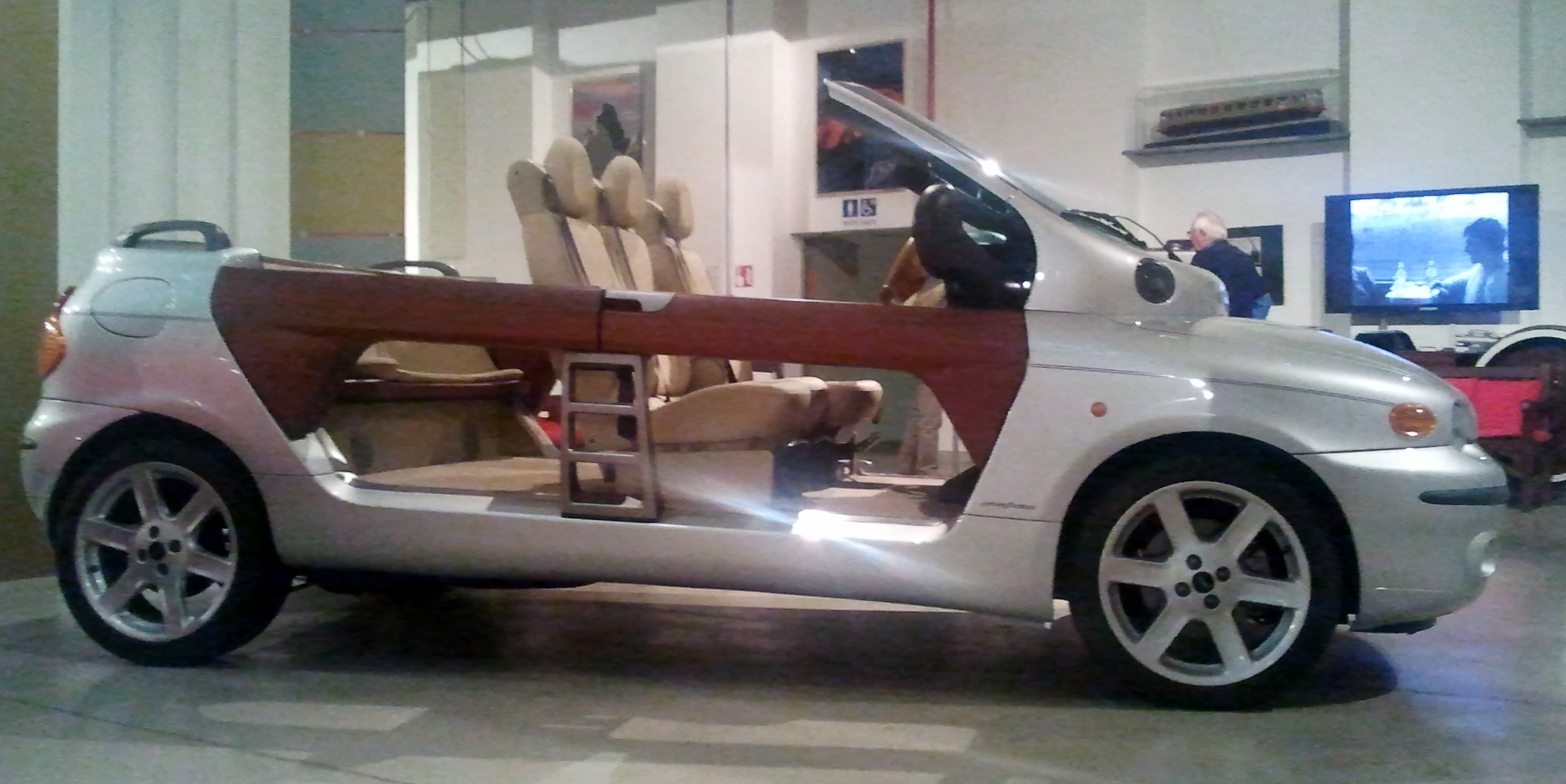
Fiat Multipla concept Spider

## Projet 1000tipla de Vilebrequin

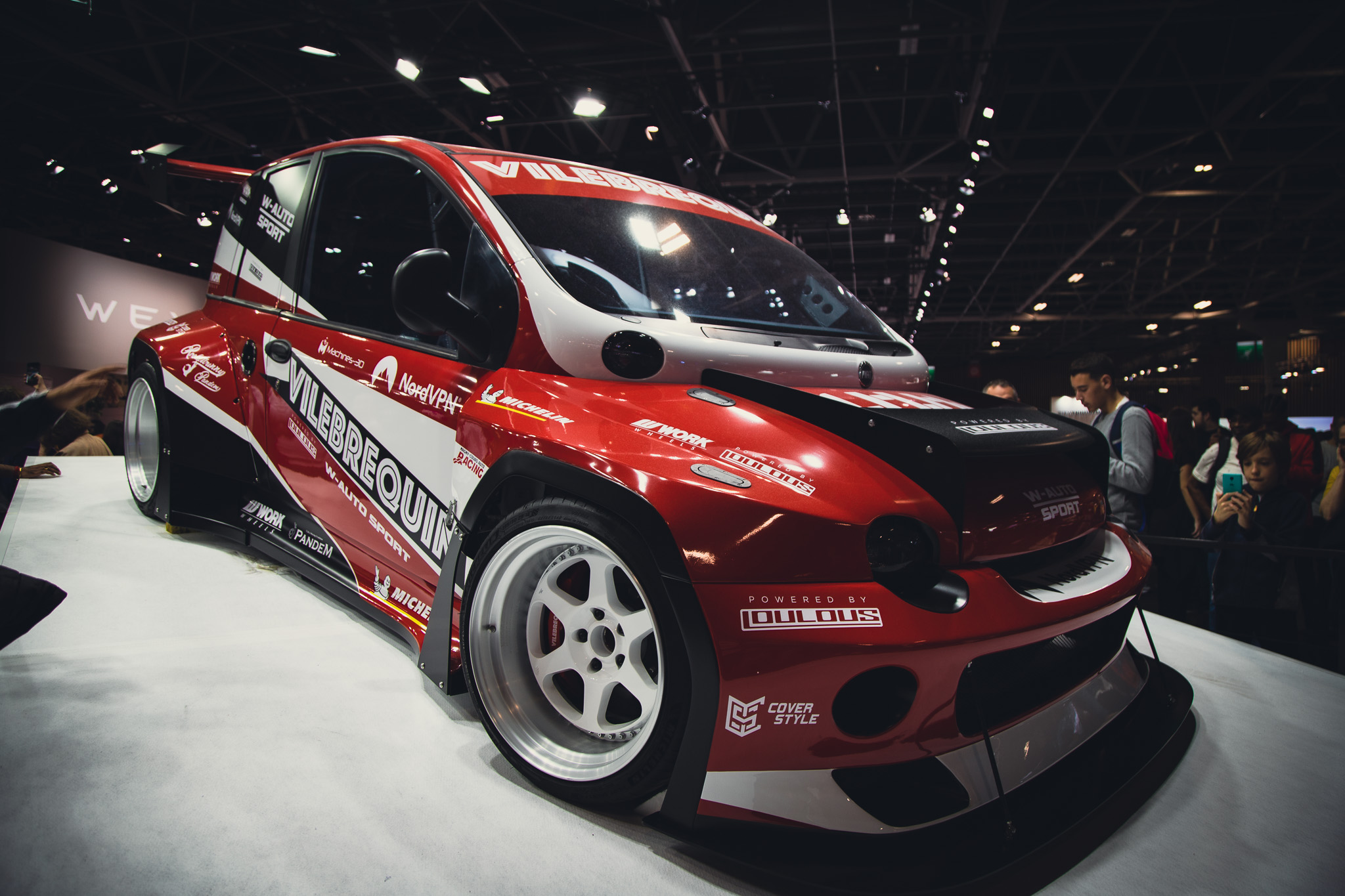
El Fiat 1000tipla de Vilebrequin en el Salón del Automóvil de París 2022.

El 24 de septiembre de 2020, Sylvain Levy y Pierre Chabrier, fundadores del canal de YouTube Vilebrequin, centrado en los automóviles, anunciaron su proyecto para lograr que un Fiat Multipla supere los 1.000 caballos de fuerza. El proyecto se denominó entonces 1000tipla.
La base es un Multipla JTD, con un kilometraje superior a 300.000 kilómetros, que los dos videógrafos compraron en 2018 para filmar una prueba. Antes del proyecto, el vehículo sufrió varias modificaciones cosméticas así como reprogramación. El vehículo llevaba entonces, irónicamente, el nombre de MultiplAMG.
El proyecto 1000tipla, basado en un dibujo de Robin Dourfer, se financia a través de una recaudación de fondos en línea en la plataforma KissKissBankBank. El lanzamiento de la campaña de recaudación de fondos fue un éxito: se recaudaron 300.000 € en 24 horas, rompiendo el récord europeo de recaudación de fondos en este período. Al final se consiguió recaudar más de un millón de euros del fondo común, superando el objetivo inicial de 50.000 euros solicitados y ya desembolsados por los videógrafos.
Antes del anuncio del kitty, se anuncia la compra de un vehículo "donante" y el dinero del kitty financiará la modificación del motor del nuevo vehículo, con el fin de alcanzar el objetivo de los 1.000 caballos de potencia. Este es un Chevrolet Corvette C7 Z06 importado y normalmente destinado al depósito de chatarra..
La transformación del vehículo corre a cargo del preparador W-Autosport, con sede en el Circuito de Nevers Magny-Cours, y la creación del kit de carrocería corre a cargo del diseñador japonés Kei Miura··. El 7 de julio de 2022, la cadena anunció una importante asociación con Michelin. El proyecto tomó entonces el nombre de 1000tipla by Michelin. Este anuncio ha provocado el descontento de una parte de la comunidad de fans del canal de YouTube, que no están contentos con la llegada del fabricante de neumáticos como socio dominante y el cambio en la decoración del vehículo que supone esta asociación. El 13 de octubre, el dúo anunció un cambio de diseño, más cercano al planeado originalmente.
Su primera presentación pública tendrá lugar en el Salón del Automóvil de París 2022.
El 23 de febrero de 2023 se reveló la potencia del vehículo, totalizando 1294 caballos de fuerza y 1581 Nm de torque·. El 7 de junio de 2023, la velocidad máxima del 1000tipla (292,6 km/h) se alcanzó en el circuito de las 24 Horas de Le Mans en la recta de Mulsanne, durante una presentación pública del vehículo por parte del dúo.
Cuando el dúo Vilbrequin se separó en diciembre de 2023, se habló de exponer el 1000tipla en un museo, aunque no se especificó en cuál. El destino del vehículo seguirá siendo una incógnita hasta el 16 de agosto de 2024, cuando Sylvain Levy lo muestre circulando por el circuito de Nevers Magny-Cours, despojado de su decoración y simplemente pintado de blanco.
En su vídeo sobre el caso publicado al día siguiente, Pierre Chabrier dijo que en ese momento había aceptado la oferta de Espace Automobiles Matra de mostrar el vehículo mientras los dos camarógrafos resolvían sus diferencias amistosamente, pero anuncia que Sylvain compró el 1000tipla sin su consentimiento y se lo quedó, a un precio que considera muy inferior al precio real del vehículo.El 9 de enero de 2025, en su respuesta en video a Pierre, Sylvain anunció que efectivamente había comprado las 1000tipla de su empresa, pero sin necesitar legalmente el acuerdo de su ex socio (los dos tenían los mismos poderes dentro de la empresa), y mencionó un precio de compra de 132.000 €, evaluado por un perito. Temía que Pierre comprara el vehículo antes que él, lo que le habría permitido exponerlo en su nuevo concepto de bar-garaje, llamado Racebox, y atraer así al público, Mientras que el deseo del nativo del Loira era correr las 1000tipla.